# فرقص
قرية فرقص هي إحدى القرى التابعة لمركز طامية في محافظة الفيوم في جمهورية مصر العربية. حسب إحصاءات سنة 2006، بلغ إجمالي السكان في فرقص 13466 نسمة، منهم 7275 رجل و6191 امرأة.